# Conjuring-Universum
Das Conjuring-Universum ist ein gemeinsames Universum und eine Horror-Filmreihe, deren Filme von New Line Cinema, Safran Company, Atomic Monster Productions produziert und von Warner Bros. Entertainment vertrieben werden. Die Filme zeigen eine Dramatisierung der angeblich realen Fälle von Ed und Lorraine Warren, paranormalen Ermittlern und Autoren, die mit prominenten, aber kontroversen Fällen von Spuk verbunden sind. Die Hauptreihe folgt ihren Versuchen, Menschen zu helfen, die von dämonischen Geistern besessen sind, während die Spin-offs sich auf die Ursprünge einiger der Wesen konzentrieren, denen die Warrens angeblich begegneten. 

## Überblick

### Filme
Bisher sind neun Filme der Reihe in nicht chronologischer Reihenfolge erschienen. Eine Besonderheit stellt dabei der 2019 erschienene Film Lloronas Fluch dar, den man zuerst als eigenständigen Horrorfilm vermarktete und dessen Verbindung zum Universum erst durch erste Vorführungen bekannt wurde. Ein vierter Conjuring-Film zählt zu den angekündigten Projekten. In Planung war auch ein Spin-off mit dem Titel The Crooked Man, welches die Ursprünge des gleichnamigen Charakters aus Conjuring 2 untersucht hätte. James Wan gab im November 2022 allerdings bekannt, dass das Projekt in naher Zukunft nicht erscheinen werde.
| Premiere      | Titel                                                                     | Regie             | Drehbuch                                                  |
| ------------- | ------------------------------------------------------------------------- | ----------------- | --------------------------------------------------------- |
| 8. Juni 2013  | Conjuring – Die Heimsuchung (The Conjuring)                               | James Wan         | Chad & Carey Hayes                                        |
| 29. Sep. 2014 | Annabelle                                                                 | John R. Leonetti  | Gary Dauberman                                            |
| 28. Mai 2016  | Conjuring 2 (The Conjuring 2)                                             | James Wan         | Chad Hayes, Carey Hayes, James Wan & David Leslie Johnson |
| 19. Juni 2017 | Annabelle 2 (Annabelle: Creation)                                         | David F. Sandberg | Gary Dauberman                                            |
| 4. Sep. 2018  | The Nun                                                                   | Corin Hardy       | Gary Dauberman / James Wan (Story)                        |
| 15. März 2019 | Lloronas Fluch (The Curse of La Llorona)                                  | Michael Chaves    | Mikki Daughtry & Tobias Iaconis                           |
| 20. Juni 2019 | Annabelle 3 (Annabelle Comes Home)                                        | Gary Dauberman    | Gary Dauberman                                            |
| 4. Juni 2021  | Conjuring 3: Im Bann des Teufels (The Conjuring: The Devil Made Me Do It) | Michael Chaves    | David Leslie Johnson                                      |
| 6. Sep. 2023  | The Nun II                                                                | Michael Chaves    | Akela Cooper                                              |
| 5. Sep. 2025  | Conjuring 4: Das letzte Kapitel (The Conjuring: Last Rites)               | Michael Chaves    | David Leslie Johnson                                      |

### Serie
Im April 2023 kündigten die Produzenten James Wan und Peter Safran eine Conjuring-Serie für den Streamingdienst HBO Max an, in der die in den Filmen etablierte Handlung fortgeführt wird.

## Chronologie
| Zeitleiste der Filme aus dem Conjuring-Universum | Zeitleiste der Filme aus dem Conjuring-Universum | Zeitleiste der Filme aus dem Conjuring-Universum | Zeitleiste der Filme aus dem Conjuring-Universum | Zeitleiste der Filme aus dem Conjuring-Universum | Zeitleiste der Filme aus dem Conjuring-Universum | Zeitleiste der Filme aus dem Conjuring-Universum | Zeitleiste der Filme aus dem Conjuring-Universum | Zeitleiste der Filme aus dem Conjuring-Universum | Zeitleiste der Filme aus dem Conjuring-Universum | Zeitleiste der Filme aus dem Conjuring-Universum | Zeitleiste der Filme aus dem Conjuring-Universum | Zeitleiste der Filme aus dem Conjuring-Universum | Zeitleiste der Filme aus dem Conjuring-Universum | Zeitleiste der Filme aus dem Conjuring-Universum | Zeitleiste der Filme aus dem Conjuring-Universum | Zeitleiste der Filme aus dem Conjuring-Universum | Zeitleiste der Filme aus dem Conjuring-Universum |
| ------------------------------------------------ | ------------------------------------------------ | ------------------------------------------------ | ------------------------------------------------ | ------------------------------------------------ | ------------------------------------------------ | ------------------------------------------------ | ------------------------------------------------ | ------------------------------------------------ | ------------------------------------------------ | ------------------------------------------------ | ------------------------------------------------ | ------------------------------------------------ | ------------------------------------------------ | ------------------------------------------------ | ------------------------------------------------ | ------------------------------------------------ | ------------------------------------------------ |
| Jahr der Handlung →                              | 1673                                             | 1946–1986                                        | 1946–1986                                        | 1946–1986                                        | 1946–1986                                        | 1946–1986                                        | 1946–1986                                        | 1946–1986                                        | 1946–1986                                        | 1946–1986                                        | 1946–1986                                        | 1946–1986                                        | 1946–1986                                        | 1946–1986                                        | 1946–1986                                        | 1946–1986                                        | 1946–1986                                        |
| Film ↓                                           | 1673                                             | ’46                                              | ’52                                              | ’52                                              | ’56                                              | ’58                                              | ’70                                              | ’70                                              | ’71                                              | ’71                                              | ’71                                              | ’72                                              | ’73                                              | ’76                                              | ’77                                              | ’81                                              | ’86                                              |
| Conjuring                                        |                                                  |                                                  |                                                  |                                                  |                                                  |                                                  |                                                  |                                                  | 1                                                | Handlung                                         | Handlung                                         |                                                  |                                                  |                                                  |                                                  |                                                  |                                                  |
| Annabelle                                        |                                                  |                                                  |                                                  |                                                  |                                                  |                                                  | Handlung                                         | Handlung                                         | 1                                                |                                                  |                                                  |                                                  |                                                  |                                                  |                                                  |                                                  |                                                  |
| Conjuring 2                                      |                                                  |                                                  |                                                  |                                                  |                                                  |                                                  |                                                  |                                                  |                                                  |                                                  |                                                  |                                                  |                                                  | 2                                                | Handlung                                         |                                                  |                                                  |
| Annabelle 2                                      |                                                  | 3                                                | 5                                                |                                                  |                                                  | Handlung                                         | 4                                                |                                                  |                                                  |                                                  |                                                  |                                                  |                                                  |                                                  |                                                  |                                                  |                                                  |
| The Nun                                          |                                                  |                                                  | Handlung                                         | Handlung                                         |                                                  |                                                  |                                                  |                                                  |                                                  | 6                                                |                                                  |                                                  |                                                  |                                                  |                                                  |                                                  |                                                  |
| Lloronas Fluch                                   | 7                                                |                                                  |                                                  |                                                  |                                                  |                                                  |                                                  |                                                  |                                                  |                                                  |                                                  |                                                  | Handlung                                         |                                                  |                                                  |                                                  |                                                  |
| Annabelle 3                                      |                                                  |                                                  |                                                  |                                                  |                                                  |                                                  |                                                  |                                                  | 1                                                |                                                  |                                                  | Handlung                                         |                                                  |                                                  |                                                  |                                                  |                                                  |
| Conjuring 3                                      |                                                  |                                                  |                                                  |                                                  |                                                  |                                                  |                                                  |                                                  |                                                  |                                                  |                                                  |                                                  |                                                  |                                                  |                                                  | Handlung                                         |                                                  |
| The Nun II                                       |                                                  |                                                  |                                                  |                                                  | Handlung                                         |                                                  |                                                  |                                                  |                                                  |                                                  |                                                  |                                                  |                                                  |                                                  |                                                  |                                                  |                                                  |
| Conjuring 4                                      |                                                  |                                                  |                                                  |                                                  |                                                  |                                                  |                                                  |                                                  |                                                  |                                                  |                                                  |                                                  |                                                  |                                                  |                                                  |                                                  | Handlung                                         |

Quellen: 
Legende:

## Wiederkehrende Figuren
| Rolle                        | Rolle                        | Filme                              | Filme                            | Filme              | Filme                            | Filme                            | Filme                 | Filme              | Filme                                   | Filme                            | Synchronsprecher          |
| Rolle                        | Rolle                        | Conjuring – Die Heimsuchung (2013) | Annabelle (2014)                 | Conjuring 2 (2016) | Annabelle 2 (2017)               | The Nun (2018)                   | Lloronas Fluch (2019) | Annabelle 3 (2019) | Conjuring 3: Im Bann des Teufels (2021) | The Nun II (2023)                | Synchronsprecher          |
| ---------------------------- | ---------------------------- | ---------------------------------- | -------------------------------- | ------------------ | -------------------------------- | -------------------------------- | --------------------- | ------------------ | --------------------------------------- | -------------------------------- | ------------------------- |
| Ed Warren                    | Ed Warren                    | Patrick Wilson                     | Patrick Wilson 3                 | Patrick Wilson     |                                  | Patrick Wilson 1                 |                       | Patrick Wilson     | Patrick Wilson Mitchell Hoog 4          | Patrick Wilson                   | Alexander Doering         |
| Lorraine Warren              | Lorraine Warren              | Vera Farmiga                       |                                  | Vera Farmiga       |                                  | Vera Farmiga 1                   |                       | Vera Farmiga       | Vera Farmiga Megan Ashley Brown 4       | Vera Farmiga                     | Claudia Urbschat-Mingues  |
| Judy Warren                  | Judy Warren                  | Sterling Jerins                    |                                  | Sterling Jerins    |                                  | Sterling Jerins 1                |                       | Mckenna Grace      | Sterling Jerins                         |                                  | Léa Mariage Sarah Kunze 6 |
| Maurice „Frenchie“ Theriault | Maurice „Frenchie“ Theriault | Christof Veillon                   |                                  | Christof Veillon 1 |                                  | Jonas Bloquet Christof Veillon 1 |                       |                    |                                         | Jonas Bloquet                    | Jannik Endemann           |
| Pater Gordon                 | Pater Gordon                 | Steve Coulter                      |                                  | Steve Coulter      |                                  |                                  |                       | Steve Coulter      | Steve Coulter                           |                                  | Erich Räuker              |
| Debbie                       | Debbie                       | Morganna Bridgers                  | Morganna Bridgers                |                    |                                  |                                  |                       | Kenzie Caplan      |                                         |                                  | Anita Hopt                |
| Camilla                      | Camilla                      | Amy Tipton                         | Amy Tipton                       |                    |                                  |                                  |                       | Sade Katarina      |                                         |                                  | Anna Grisebach            |
| Rick                         | Rick                         | Zach Pappas                        | Zach Pappas                      |                    |                                  |                                  |                       | Zach Pappas        |                                         |                                  | – 2                       |
| Drew Thomas                  | Drew Thomas                  | Shannon Kook                       |                                  | Shannon Kook       |                                  |                                  |                       |                    | Shannon Kook                            |                                  | Jan Makino                |
| Carolyn Perron               | Carolyn Perron               | Lili Taylor                        |                                  |                    |                                  | Lili Taylor 1                    |                       |                    |                                         |                                  | Katrin Zimmermann         |
| Annabelle-Dämon              | Annabelle-Dämon              |                                    | Joseph Bishara Fred Tatasciore 3 |                    | Joseph Bishara Fred Tatasciore 3 |                                  |                       | Alexander Ward     |                                         |                                  | unbekannt                 |
| Janice „Annabelle“ Higgins   | Janice „Annabelle“ Higgins   |                                    | Tree O’Toole Keira Daniels 4     |                    | Talitha Bateman Tree O’Toole 5   |                                  |                       |                    |                                         |                                  | Sarah Tkotsch             |
| Pete Higgins                 | Pete Higgins                 |                                    | Brian Howe                       |                    | Brian Howe                       |                                  |                       |                    |                                         |                                  | Frank Röth                |
| Sharon Higgins               | Sharon Higgins               |                                    | Kerry O’Malley                   |                    | Kerry O’Malley                   |                                  |                       |                    |                                         |                                  | Sabina Trooger            |
| Thin Man                     | Thin Man                     |                                    | Trampas Thompson                 |                    | Trampas Thompson                 |                                  |                       |                    |                                         |                                  | – 2                       |
| Mia Form                     | Mia Form                     |                                    | Annabelle Wallis                 |                    | Annabelle Wallis 1               |                                  |                       |                    |                                         |                                  | Nadja Schönfeldt          |
| John Form                    | John Form                    |                                    | Ward Horton                      |                    | Ward Horton 1                    |                                  |                       |                    |                                         |                                  | Leonhard Mahlich          |
| Pater Perez                  | Pater Perez                  |                                    | Tony Amendola                    |                    |                                  |                                  | Tony Amendola         |                    |                                         |                                  | Fred Maire                |
| Valak                        | Dämonen-Nonne                |                                    |                                  | Bonnie Aarons      | Bonnie Aarons                    | Bonnie Aarons                    |                       |                    |                                         | Bonnie Aarons                    | – 2                       |
| Valak                        | Der krumme Mann              |                                    |                                  | Javier Botet       |                                  |                                  |                       |                    |                                         |                                  | unbekannt                 |
| Annabelle „Bee“ Mullins      | Annabelle „Bee“ Mullins      |                                    |                                  |                    | Samara Lee                       |                                  |                       | Samara Lee         |                                         |                                  | Jada Zech                 |
| Schwester Irene              | Schwester Irene              |                                    |                                  |                    |                                  | Taissa Farmiga                   |                       |                    |                                         | Taissa Farmiga Margot Bernazzi 4 | Luisa Wietzorek           |
| Kardinal Conroy              | Kardinal Conroy              |                                    |                                  |                    |                                  | David Horovitch                  |                       |                    |                                         | David Horovitch                  | Lutz Riedel               |

## Rezeption

### Einspielergebnisse
Mit einem weltweiten Gesamteinspielergebnis von über 2,13 Milliarden US-Dollar ist das Conjuring-Universum die erfolgreichste Horror-Filmreihe aller Zeiten, wobei sie sich insgesamt auf Platz 23 der erfolgreichsten Filmreihen aller Zeiten befindet.
| Film                               | Veröffentlichung (Deutschland)     | Einspielergebnisse in US-Dollar | Einspielergebnisse in US-Dollar | Einspielergebnisse in US-Dollar | Budget in US-Dollar | Quelle |
| Film                               | Veröffentlichung (Deutschland)     | USA                             | Deutschland                     | Weltweit                        | Budget in US-Dollar | Quelle |
| ---------------------------------- | ---------------------------------- | ------------------------------- | ------------------------------- | ------------------------------- | ------------------- | ------ |
| Conjuring – Die Heimsuchung        | 1. Aug. 2013                       | 137.400.141                     | 4.620.218                       | 319.494.638                     | 20 Mio.             | [ 15 ] |
| Annabelle                          | 9. Okt. 2014                       | 084.273.813                     | 4.643.160                       | 257.047.661                     | 6,5 Mio.            | [ 16 ] |
| Conjuring 2                        | 15. Juni 2016                      | 102.470.008                     | 7.300.000                       | 320.392.818                     | 40 Mio.             | [ 17 ] |
| Annabelle 2                        | 24. Aug. 2017                      | 102.092.201                     | 6.400.000                       | 306.515.884                     | 15 Mio.             | [ 18 ] |
| The Nun                            | 6. Sep. 2018                       | 117.450.119                     | 9.300.000                       | 365.550.119                     | 22 Mio.             | [ 19 ] |
| Lloronas Fluch                     | 18. Apr. 2019                      | 054.733.739                     | 1.200.000                       | 123.133.739                     | 09 Mio.             | [ 20 ] |
| Annabelle 3                        | 4. Jul. 2019                       | 074.152.591                     | 5.400.000                       | 231.252.591                     | 32 Mio.             | [ 21 ] |
| Conjuring 3: Im Bann des Teufels   | 1. Jul. 2021                       | 065.631.050                     | 6.524.099                       | 206.401.480                     | 39 Mio.             | [ 22 ] |
| The Nun II                         | 21. Sept. 2023                     | 86.267.073                      | 8.843.009                       | 269.667.073                     | 38,5 Mio.           | [ 23 ] |
| Gesamt (Stand: 13. September 2022) | Gesamt (Stand: 13. September 2022) | 773.150.943                     | 45.387.477                      | 2.399.456.003                   | 222 Mio.            | –      |

### Kritiken
(Stand: 17. September 2023)
| Film                             | Rotten Tomatoes     | Metacritic       | IMDb                      |
| -------------------------------- | ------------------- | ---------------- | ------------------------- |
| Conjuring – Die Heimsuchung      | 86 % (228 Kritiken) | 68 (35 Kritiken) | 7,5 (534.839 Bewertungen) |
| Annabelle                        | 28 % (137 Kritiken) | 37 (27 Kritiken) | 5,4 (168.958 Bewertungen) |
| Conjuring 2                      | 80 % (254 Kritiken) | 65 (38 Kritiken) | 7,3 (288.435 Bewertungen) |
| Annabelle 2                      | 70 % (194 Kritiken) | 62 (29 Kritiken) | 6,5 (144.718 Bewertungen) |
| The Nun                          | 24 % (209 Kritiken) | 46 (32 Kritiken) | 5,3 (154.935 Bewertungen) |
| Lloronas Fluch                   | 28 % (191 Kritiken) | 41 (28 Kritiken) | 5,2 (54.804 Bewertungen)0 |
| Annabelle 3                      | 64 % (211 Kritiken) | 53 (35 Kritiken) | 5,9 (82.625 Bewertungen)0 |
| Conjuring 3: Im Bann des Teufels | 55 % (256 Kritiken) | 53 (40 Kritiken) | 6,3 (129.797 Bewertungen) |
| The Nun II                       | 49 % (118 Kritiken) | 47 (24 Kritiken) | 6,0 (13.113 Bewertungen)  |